# Federico Crisogono
(Varenio (1650))
Federico Crisogono (in latino: Federicus Chrysogonus; Zara, 1472 – Zara, 1538) è stato un astronomo e matematico italiano.
Docente presso l'Università di Padova, scrisse diversi trattati scientifici, il più significativo dei quali fu quello riguardante le maree, dal titolo Tractatus de occulta causa fluxus et refluxus maris ("Trattato sulle cause ignote del flusso e del riflusso del mare").

## Biografia
Nacque a Zara, allora possedimento della Repubblica di Venezia, nel 1472. In seguito, a partire dal 1498, studiò filosofia a Padova (dove già erano attivi dal 1489 i suoi concittadini Geronimo e Donato Civalelli, che ivi operavano in qualità di moderatori e rettori dell'Università di Padova dal 1489/90). Ottenuto nel 1507 il titolo di dottore in filosofia e medicina, rimase a Padova, dedicandosi all'insegnamento dell'astronomia e della matematica. Viene citato in un testo veneziano contemporaneo con queste parole: “Speculum astronomicum terminans intellectum humanum in omni scientia. Federici Crisogoni (!) Jadertini...Praemissa est Oratio clarissimi artium et medicinae doctoris Federici Chrysogoni Jadertini in Academia Patavina habita”. Fu tradotto, fra gli altri, da Giovanni Paolo Gallucci.
Morì a Zara nel 1538.

## La teoria luni-solare sulle maree
Jacopo Dondi dell'Orologio nel XIV secolo aveva già notato i cicli semidiurno e bimensile nel fenomeno delle maree, riconoscendo che le azioni del sole e della luna si sommano durante il plenilunio e il novilunio e si sottraggono durante le quadrature e aveva correttamente ipotizzato che la forza esercitata dalla luna fosse maggiore di quella del sole che non riusciva pertanto a compensarne l'effetto, avendo osservato come anche durante le quadrature il fenomeno si presentasse ugualmente, sebbene in misura minore. Dondi ritenne tuttavia che gli effetti della Luna fossero maggiori durante il plenilunio che durante il novilunio, essendovi coinvolta anche la sua luce.
Federico Crisogono riprese probabilmente la teoria del Dondi, ma ritenne che l'effetto dei due astri fosse equivalente e che pertanto in occasione delle quadrature il fenomeno si sarebbe annullato. Considerò inoltre equivalenti le maree del plenilunio e del novilunio.
La teoria luni-solare proposta da Federico Crisogono nel suo corso universitario a Padova, e oggetto di libri pubblicati in vari paesi europei, per lungo tempo non riuscì né a prevalere sugli eclettici elenchi di cause tipicamente medievali, né a farsi prendere in seria considerazione dai massimi scienziati della prima età moderna.
Marco Antonio de Dominis nel XVII secolo sostenne una terza posizione, secondo la quale la luna, pur avendo una forza di attrazione maggiore, non riuscirebbe che ad annullare gli effetti del sole durante le quadrature, quando dunque il fenomeno secondo lui non si presenterebbe. Come Crisogono ritenne inoltre che le maree dei pleniluni e dei noviluni fossero equivalenti.
Sia Dondi sia Crisogono accennarono anche a un ciclo annuale, dipendente dal moto del sole.

## Opere
- (LA) Speculum astronomicum terminans intellectum humanum in omni scientia Federici Chrysogoni Iadertini, Venetijs, Lazarum de Soardis, 1507.
- (LA) Federici Chrisogoni ... De modo collegiandi: pronosticandi: & curandi febres: necnon de humana felicitate: ac denique de flexu & refluxu maris: lucubrationes nuperrime in lucem edite, Venetijs, Ioan. Anto. de Sabbio & fratribus, 1528.